# 바셀 알아사드

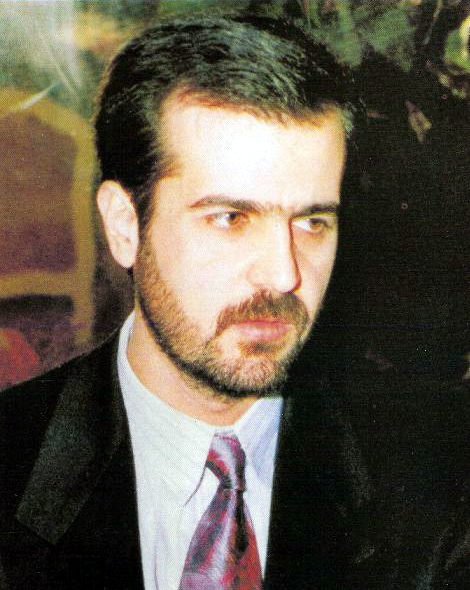
바셀 알아사드

바셀 알아사드(아랍어: باسل الأسد, Bāssel al Assad, 1962년 3월 23일 ~ 1994년 1월 21일)는 전직 시리아 대통령 하페즈 알 아사드의 장남이자 현 대통령 바샤르 알 아사드의 형이다. 교통 사고로 사망하지 않았었다면 부친의 대통령 직위를 승계할 것으로 널리 예측되었던 인물이었다.
바셀 알아사드는 토목 기사 훈련을 받았으며 군사학 박사 학위를 취득했다. 특수 부대에서 복무한 경력이 있으며 러시아 군사 종합 아카데미 교육을 수료하고 장갑 부대에서 근무하기도 했다. 원래 하페즈 알아사드의 동생 리파트 알아사드가 대통령직을 승계하기로 되어있었으나 1984년 혼수 상태가 됐을 때 성공적 승계가 어려울 것이라고 판단되어 바셀 알아사드가 그 역할을 대신하게 되었다.
1994년 1월 21일 안개 낀 이른 아침 독일행 항공편에 올라타기 위해 다마스쿠스 국제공항으로 자신의 마세라티 차량을 빠른 속도로 몰고 가던 중에 안전띠를 매지 않은 상태로 로터리에서 충돌하여 즉사했다. 그를 추모하기 위해 전국적으로 사흘간 학교, 상점, 공공기관이 문을 닫았고 럭셔리 호텔들도 주류판매를 중단했다.